# Bánáti Tükör
Bánáti Tükör  az RNK Írószövetsége temesvári fiókjának kiadásában 1961-ben megjelent antológia. Szerkesztője Izsák László és Kubán Endre, Aradon nyomták. Aradi és temesvári írók szépirodalmi munkái mellett közli Majtényi Erik, Márki Zoltán, Méliusz József, Létay Lajos, Szász János verseit.
Figyelemre méltó Szemle-rovata, amelyben Juhász Zoltán a 75 esztendős Serestély Béla, Ivándi Ferenc pedig Endre Károly költői útját elemzi, míg Jakob Hübner a romániai német irodalom 16 esztendő alatt elért eredményeivel foglalkozik.